# Miss Fane's Baby Is Stolen
Miss Fane's Baby Is Stolen és una pel·lícula de comèdia dramàtica estatunidenca de 1934, protagonitzada per Dorothea Wieck, Alice Brady i Baby LeRoy, escrita per Adela Rogers St. Johns i Jane Storm a partir d'una novel·la i una història de Rupert Hughes, i dirigida per Alexander Hall. Els fets representats a la pel·lícula es van basar suposadament en el segrest del fill de Charles Lindbergh.

## Argument
Madeline Fane és una actriu ocupada i d'èxit que es dedica ferotgement al seu fill de dos anys. Un dia, el petit Michael desapareix del seu bressol. La senyoreta Fane evita parlar amb la policia al principi, però després demana ajuda tant a les forces de l'ordre com a les seves legions de fans. Una d'elles, la empobrida Molly Prentiss que també és mare soltera i que rep una foto signada de la seva ídol, va al rescat.

## Repartiment
- Dorothea Wieck com Miss Madeline Fane
- Alice Brady com Molly Prentiss
- Baby LeRoy com Michael Fane
- William Frawley com capità Murphy
- George Barbier com MacCready
- Alan Hale, Sr. com Sam
- Jack LaRue com Bert
- Dorothy Burgess com Dotty
- Florence Roberts com Agnes
- Irving Bacon com Joel Prentiss
- Ruth Clifford com amic de Miss Fane (sense acreditar)
- George 'Spanky' McFarland com Johnny Prentiss

## Producció
Aquest és un dels pocs papers en anglès per a l'actriu suïssa-alemanya Dorothea Wieck, que va ser assignada al projecte després que Carole Lombard declinés el paper. A la seqüència d'obertura "pel·lícula dins d'una pel·lícula", es pot veure a molts dels membres de la producció de la pel·lícula interpretant als membres de la producció de la pel·lícula de Miss Fane, inclosos el director Alexander Hall i el director de fotografia Alfred Gilks. La guionista Adela Rogers St. Johns havia cobert el cas Lindbergh, que encara era una notícia fresca quan va entrar en producció Miss Fane's Baby Is Missing, i encara no estava resolt quan es va estrenar la pel·lícula. A diferència del cas real, Michael Fane és recuperat amb seguretat i il·lès, d'acord amb el codi Hays.

## Recepció
Miss Fane's Baby Is Stolen va obrir crítiques positives. Mordaunt Hall del New York Times va qualificar la pel·lícula amb entusiasme d'"extraordinàriament eficaç" i va destacar per elogis a la seva protagonista: "La interpretació de la senyoreta Wieck de l'agonia mental és tènue però molt certa. La seva expressió d'alegria pel retorn de Michael és apta per a portar llàgrimes als ulls de l'espectador de cinema més endurit..." La revista Time la va anomenar "una pel·lícula d'actualitat que treu llàgrimes sense fer-ho a mitges" en una doble crítica amb I Am Suzanne (1933), i va assenyalar el "treball expert" dels membres del repartiment Brady i Jack La Rue. Martin Dickstein va comentar que la pel·lícula "ofereix a la senyoreta Wieck un millor material de pantalla que el de Cradle Song ", però que "arrossega de manera perceptiva als primers rodets" i era "un drama molt menys interessant del que podria haver estat".